# Catocala nevadensis
Catocala nevadensis từng là một loài bướm đêm thuộc họ Erebidae, nhưng hiện tại nó được đa số các tác giả xem nó có tên đồng nghĩa của Catocala semirelicta. Nó đã được miên tả ở Nevada và California.
Chiều dài cánh trước khoảng 30 mm. Con trưởng thành bay từ tháng 9 đến tháng 10 tùy theo địa điểm. Có thể có một lứa một năm.
Ấu trùng ăn các loài Populus và Salix.

## Hình ảnh

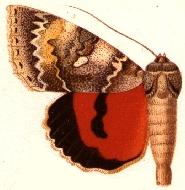
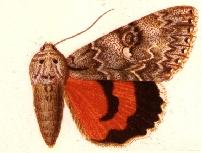
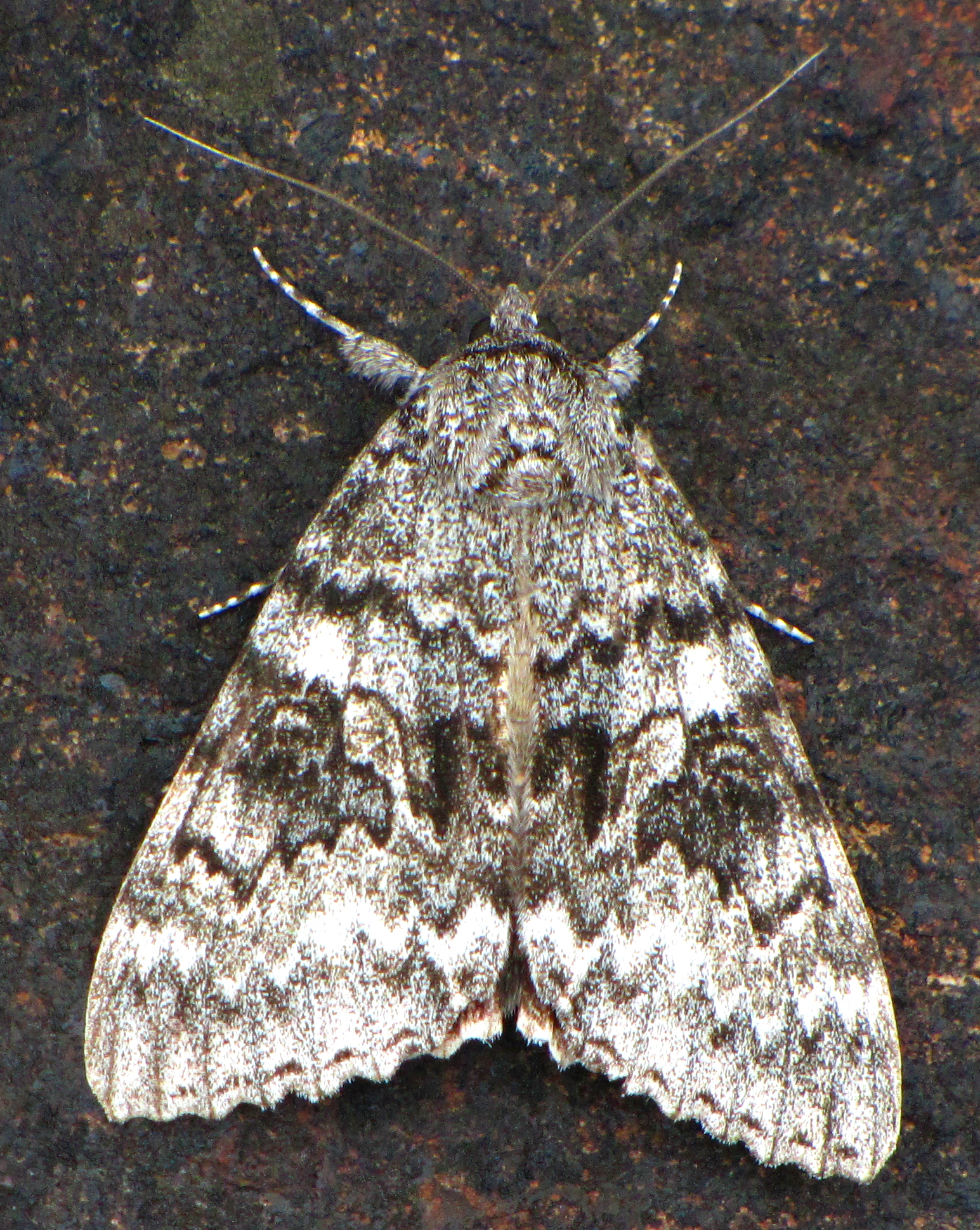